# Pandorum
Pandorum is een Duits-Amerikaanse post-apocalyptische sciencefiction-horrorfilm uit 2009. Geregisseerd door Christian Alvart en met Ben Foster in de hoofdrol verscheen de film in september 2009 in de Noord-Amerikaanse cinemazalen.
De recensies waren eerder negatief. Zowel bij Rotten Tomatoes als bij Metacritic heeft Pandorum een score van 28%. Ook financieel was de film een flop. Hij had 26 miljoen euro gekost en bracht 16,4 miljoen op aan de bioscoopkassa's.
De filmopnames vonden plaats in Berlijn in augustus 2008. De naam Pandorum verwijst naar de bijnaam die ruimtevaarders in de film geven aan een fictieve psychose die wordt veroorzaakt door een langdurig verblijf in de verre ruimte.

## Verhaal
In 2174 is de wereldbevolking zo groot geworden dat de draagkracht van de Aarde niet meer volstaat. Wanneer een aardachtige planeet – die de naam "Tanis" krijgt – wordt ontdekt wordt besloten een slaapschip te bouwen en er met een 123 jaar durende vlucht 60.000 kolonisten naartoe te sturen. Na acht jaar onderweg krijgt het schip Elysium het laatste bericht vanaf de Aarde: Jullie zijn alles wat van ons overblijft. Veel geluk, Godzijdank en moge God jullie bijstaan.
Op een bepaald moment worden de bemanningsleden korporaal Bower en luitenant Payton gewekt om het gezag over het schip over te nemen. Hun voorgangers blijken echter spoorloos en de energievoorziening hapert, waardoor de deuren niet openen. Boordwerktuigkundige Bower besluit de reactor te herstarten en ontsnapt door een kabelschacht uit de brug. In die schacht ontdekt hij het lijk van hun derde collega, die kennelijk al geruime tijd dood is.
Op zijn weg door de desolate gangen van het schip wordt hij aangevallen door vreemde wezens die op jacht naar ontwaakte mensen zijn. Hij wordt ook aangevallen door een vrouw genaamd Nadia en een collega genaamd Manh die al enige tijd ontwaakt zijn en trachten te overleven. Als ze begrijpen dat Bower het schip kan herstellen en besturen en hen overtuigt samen te werken gaan ze met hem mee. Ze ontdekken nog iemand die al jaren verdoken leeft en hen gevangenneemt als voedsel.
Die vertelt hen hoe het allemaal zover is gekomen. Nadat men op de brug het laatste bericht van de Aarde – die kennelijk niet langer bestond – ontving, verloor een zekere Gallo zijn verstand – een conditie die ze pandorum noemen – en vermoordde zijn collega's. Hij begon zich een soort god te wanen en ontwaakte een aantal mensen die hij psychotisch maakte en losliet in het schip om op elkaar te jagen. Daarna ging hij zelf in hyperslaap.
De passagiers krijgen tijdens hun hyperslaap een serum waarmee ze evolueren voor het leven op Tanis. De mensen die rondwaren op het schip passen zich echter aan aan het schip en hun nakomelingen zijn geëvolueerd tot monsters met een sterke reukzin en grote fysieke kracht. Er zijn blijkbaar veel meer jaren gepasseerd dan Bower aanvankelijk dacht.
Ze krijgen de man uiteindelijk aan hun kant en bereiken de reactor. Bower kan die herstarten waardoor de stroomvoorziening weer normaal is, waarna ze ternauwernood ontsnappen aan de wezens. Ze bereiken de brug. Daar blijkt dat Payton in feite Gallo is, en die probeert Bower pandorum te bezorgen. Hij onthult dat de Elysium al lang op Tanis in zee ligt en dat inmiddels al 923 jaar gepasseerd is.
Tijdens een handgemeen raakt de koepel beschadigd waardoor het schip begint onder te lopen. Bower en Nadia verschansen zich in een hyperslaapcapsule waarop de noodprocedure van het schip in werking treedt en alle nog operationele capsules uitzet. Het tweetal komt vlak bij een kust boven water, samen met nog 1211 anderen.

## Rolverdeling
- Ben Foster als Korporaal Bower, de protagonist en de boordwerktuigkundige.
- Dennis Quaid als Luitenant Payton, Bower's superieur.
- Cam Gigandet als Korporaal Gallo, het bemanningslid dat het laatste bericht vanaf de Aarde ontvangt.
- Antje Traue als Nadia, de genetisch ingenieur.
- Cung Le als Manh, het Vietnamees sprekende bemanningslid.
- Eddie Rouse als Leland, de scheepskok.